# Comptoir métallurgique marocain
 (octobre 2012).
Si vous disposez d'ouvrages ou d'articles de référence ou si vous connaissez des sites web de qualité traitant du thème abordé ici, merci de compléter l'article en donnant les références utiles à sa vérifiabilité et en les liant à la section « Notes et références ».
Le Comptoir métallurgique marocain (CMM) est une entreprise marocaine de distribution basée à Casablanca. Créée en 1913 par le Groupe lyonnais Descours et Cabaud sous la dénomination « Le Comptoir Métallurgique du Maroc », elle adopte son nom actuel en 1974 après l'acquisition par le Groupe Holmarcom d'une participation majoritaire.
Il est spécialisé dans la distribution de produits métallurgiques (ronds à béton, laminés marchands, tubes, aciers spéciaux), de la quincaillerie, du matériels et matériaux de construction, de l'outillage et des équipements électroménager.

## Histoire
En 1913, le groupe français Descours & Cabaud crée le Comptoir Métallurgique du Maroc (CMM).
En 1974, le CMM est acquis par le groupe Holmarcom.
En 1996, on assiste à la restructuration de la distribution du CMM en deux enseignes spécialisées dédiées aux marchés de l'industrie, le BTP et l'électroménager.
En 2000, Digitek, spécialiste en produits multimédia, est créé.
En 2006, c'est la création de l'enseigne Comptoir de l'armature avec une première unité de production à Casablanca.
En 2000, CMM lance l'activité meuble.